# Pawnee County, Kansas
Pawnee County är ett administrativt område i delstaten Kansas, USA, med 6 973 invånare. Den administrativa huvudorten (county seat) är Larned.

## Geografi
Enligt United States Census Bureau har countyt en total area på 1 954 km². 1 953 km² av den arean är land och 1 km² är vatten.

### Angränsande countyn
- Rush County - norr
- Barton County - nordost
- Stafford County - öst
- Edwards County - söder
- Hodgeman County - väst
- Ness County - nordväst

### Orter
- Burdett
- Garfield
- Larned (huvudort)
- Rozel